# Gazpacho (soep)
Gazpacho is een Spaans (voor)gerecht. Het is een koude soep van rauwe groenten en kruiden, meestal met tomaat, en in de originele versie beslist zonder vlees of bouillon. Deze soep wordt niet verwarmd en behoort ijskoud gegeten te worden. Het gerecht wordt zowel als amuse, voorgerecht, hoofdgerecht, tapa of als tussendoortje gegeten.

## Herkomst
De benaming gazpacho is mogelijk afkomstig van het Latijnse woord caspa wat staat voor restje of kleinigheid. Een andere theorie is dat het woord is afgeleid van het eveneens Latijnse woord gazofiliacum wat zoiets als Schatgraven in een kerk betekent.
De herkomst van het gerecht is niet helemaal duidelijk. Een theorie is dat het gebaseerd is op een Romeins gerecht met azijn. Een andere theorie is dat de Moren een gerecht met water, knoflook, olijfolie en brood introduceerden en dat gazpacho hierop doorontwikkeld is. Maar mogelijk maakten Spaanse herders al voor het begin van de jaartelling een soort gazpacho. Het is na verloop van tijd een belangrijk onderdeel geworden van de Andalusische keuken, met name rond de steden Córdoba en Sevilla. Pas in de 19e eeuw werd het gebruikelijk om tomaten toe te voegen en dit werd ook het internationale gebruik. Vandaar dat een gazpacho die buiten Spanje wordt geserveerd bijna altijd rood is.

## Ingrediënten
- Tomaten
- Rode paprika
- Komkommer
- Uien
- Water
- Wijnazijn
- Olijfolie
- Knoflook
- Zout
- Croutons

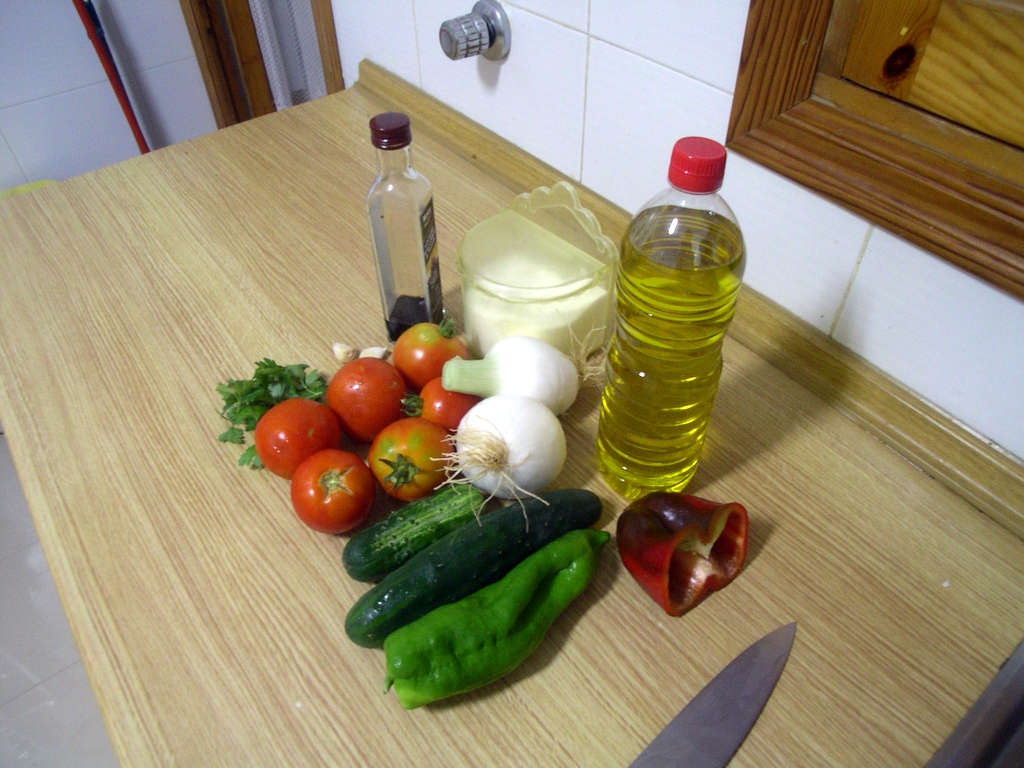
De ingrediënten

Oorspronkelijk werden alle ingrediënten, met uitzondering van het zout en de croutons, fijngesneden, gemengd en gepureerd met een vijzel maar tegenwoordig wordt meestal de blender gebruikt. Eventueel wordt het mengsel daarna gezeefd. Een deel van de ingrediënten wordt vaak alleen gesneden en er soms apart bij geserveerd zodat ieder ze naar eigen smaak kan toevoegen. Eigenlijk kunnen allerlei ingrediënten in de gazpacho verwerkt worden zolang het bindmiddel, de wijnazijn en olijfolie, maar van goede kwaliteit zijn.

## Varianten

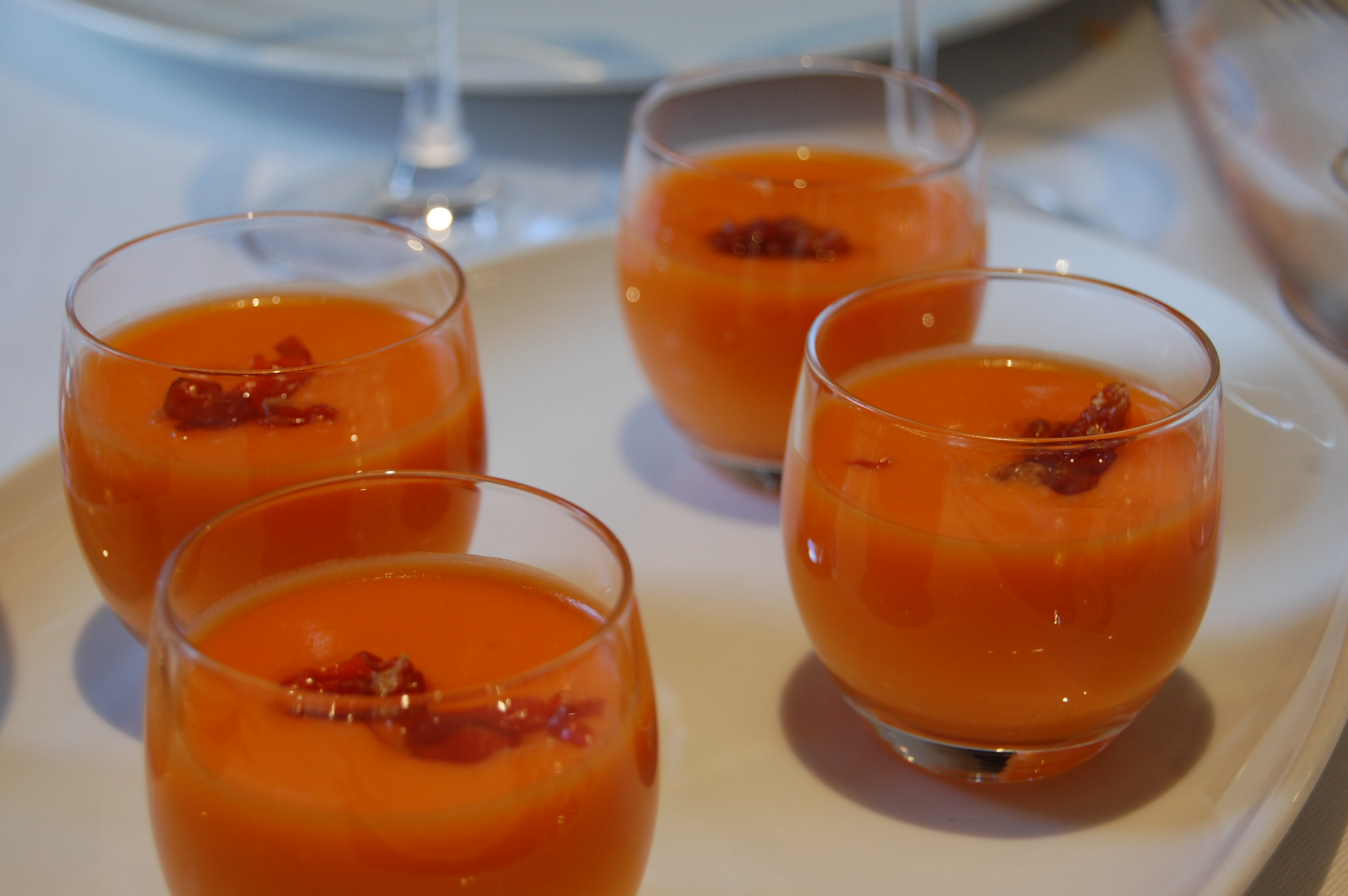
Gazpacho als amuse

- Salmorejo: is een mengsel van gepureerde tomaat, vermengd met brood.
- Porra antequerana: ongeveer hetzelfde maar dan met gedroogd brood waardoor de soep veel dikker is.
- Ajoblanco: ook bekend als witte gazpacho, is een mengsel van brood, knoflook, water, olijfolie, zout en gemalen amandelen. Soms wordt hier azijn aan toegevoegd.
- Groene Gazpacho: Variant met groene paprika, komkommer, bleekselderij, gekookte doperwten, knoflook, ui en groene chilipeper. Vermengd met olijfolie en wittewijnazijn.[1]
- Gazpacho manchego: is een stoofpot met ongeveer dezelfde ingrediënten met vlees. Dit gerecht wordt juist heet geserveerd.
- Arranque roteño: is een variant uit de omgeving van de plaats Rota waarbij veel minder water wordt gebruikt om de soep dikker te maken.